# Vòrtex polar

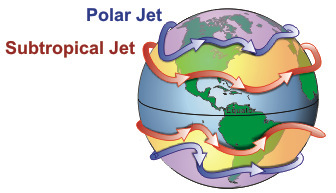
Configuració general dels corrents en jet polar i subtropical

Un vòrtex circumpolar, o simplement vòrtex polar, és una gran regió d'aire fred i rotatiu que envolta les dues regions polars de la Terra. Els vòrtexs polars també existeixen en altres cossos planetaris rotatius i de baixa obliqüitat.
El terme vòrtex polar es pot utilitzar per descriure dos fenòmens diferents; el vòrtex polar estratosfèric i el vòrtex polar troposfèric. Els vòrtexs polars estratosfèrics i troposfèrics giren en la direcció del gir de la Terra, però són fenòmens diferents que tenen diferents mides, estructures, cicles estacionals i impactes sobre el clima.
El vòrtex polar estratosfèric és una zona de vents d'alta velocitat i rotació ciclònica d'uns 15 a 50 km d'alçada, prop dels pols (a 50° de latitud), i és més fort a l'hivern. Es forma a la tardor quan les temperatures àrtiques o antàrtiques es refreden ràpidament quan comença la nit polar. L'augment de la diferència de temperatura entre el pol i els tròpics provoca forts vents i l'efecte de Coriolis fa que el vòrtex giri. El vòrtex polar estratosfèric es desfà a la primavera quan acaba la nit polar. Un escalfament estratosfèric sobtat és un esdeveniment que es produeix quan el vòrtex estratosfèric es trenca durant l'hivern i pot tenir impactes significatius en el clima de la superfície terrestre. Els escalfaments estratosfèrics sobtats del vòrtex estratosfèric es van descobrir l'any 1952 amb observacions de radiosonda a altituds superiors a 20 km.
El vòrtex polar troposfèric es defineix sovint com l'àrea cap als pols del corrent en jet troposfèric. Es troba a una latitud entre 40° i 50° i s'estén des de la superfície fins a uns 10 a 15 km. El seu cicle anual difereix del vòrtex estratosfèric perquè el vòrtex troposfèric existeix tot l'any, però és similar al vòrtex estratosfèric ja que també és més fort a l'hivern, quan les regions polars són més fredes. El vòrtex polar troposfèric es va descriure per primera vegada l'any 1853. El vòrtex polar troposfèric es va esmentar amb freqüència a les notícies i als mitjans meteorològics durant el fred hivern nord-americà del 2013 al 2014, popularitzant el terme com a explicació de temperatures molt fredes. El vòrtex troposfèric va augmentar la visibilitat pública el 2021 com a conseqüència de les temperatures de fred extrem al centre dels Estats Units d'Amèrica, i els experts van relacionar els seus efectes amb el canvi climàtic.
El desgast de la capa l'ozó es produeix dins dels vòrtexs polars, especialment a l'hemisferi sud, arribant a un desgast màxim a la primavera.

## Vòrtex àrtic i antàrtic

### Hemisferi nord
- «a nivell de pressió de 10 hPa».
- «a nivell de pressió de 70 hPa».
- «a nivell de pressió de 250 hPa».
- «a nivell de pressió de 500 hPa».

Quan el vòrtex troposfèric de l'Àrtida és fort, té una forma ben definida i és gairebé circular, amb un únic vòrtex amb un corrent en jet que està ben restringit prop del front polar i l'aire àrtic està ben contingut. Quan el vòrtex troposfèric del nord es debilita, es trenca en dos o més vòrtexs més petits, els més forts dels quals es troben a prop de l'illa de Baffin (Nunavut), i l'altre al nord-est de Sibèria. Quan és molt feble, el flux d'aire de l'Àrtic es torna més desorganitzat i les masses d'aire fred de l'Àrtic poden empènyer cap a l'equador, provocant una baixada de temperatura ràpida i brusca.
S'ha atribuït l'onada de fred de finals de gener de 2019 que va afectar gran part dels Estats Units d'Amèrica i al Canadà a un «vòrtex polar». Aquest no és l'ús científicament correcte del terme vòrtex polar, sinó que es refereix a brots d'aire fred àrtic causats per un vòrtex polar debilitat. El Servei Meteorològic Nacional dels Estats Units va advertir que la congelació era possible amb només 10 minuts d'estar a l'exterior amb aquelles temperatures tan extremes, i es van tancar centenars de col·legis i universitats de les zones afectades. Al voltant de 21 persones van morir als Estats Units d'Amèrica a causa d'una greu congelació. Els estats de la regió del centre-oest dels Estats Units d'Amèrica van patir temperatures al voltant de -45 °C. També es creu que el vòrtex polar va tenir efectes a Europa. Per exemple, les inundacions d'hivern del 2013-2014 al Regne Unit es van culpar al vòrtex polar que va provocar un fort fred als Estats Units i al Canadà. De la mateixa manera, el fort fred al Regne Unit durant els hiverns de 2009-2010 i 2010-2011 també es va atribuir al vòrtex polar.

### Hemisferi sud
- «a nivell de pressió de 10 hPa».
- «a nivell de pressió de 70 hPa».
- «a nivell de pressió de 250 hPa».
- «a nivell de pressió de 500 hPa».

El vòrtex antàrtic de l'hemisferi sud és una única zona de baixa pressió que es troba prop de la vora de la plataforma de gel de Ross, a prop dels 160° de longitud oest. Quan el vòrtex polar és fort, els vents de l'oest de latitud mitjana (vents a nivell superficial entre 30° i 60° de latitud des de l'oest) augmenten de força i són persistents. Quan el vòrtex polar és feble, les zones d'alta pressió de les latituds mitjanes poden empènyer cap als pols, movent el vòrtex polar, el corrent en jet i el front polar cap a l'equador. Es por observar que el corrent en jet «s'enfonsa» i es desvia cap al sud. Això posa ràpidament en contacte l'aire sec i fred amb l'aire càlid i humit de les latituds mitjanes, donant lloc a un canvi de temps ràpid i espectacular conegut com a «cold snap».
A Austràlia, el vòrtex polar, conegut allà com a «explosió polar»(polar blast) o «immersió polar» (polar plunge), és un front fred que arrossega l'aire de l'Antàrtida que porta ruixats de pluja, neu (típicament terra endins, amb tempestes de neu a les terres altes), vents glaçats amb ràfegues i calamarsa a les parts del sud-est del país, com a Victòria, Tasmània, la costa sud-est d'Austràlia Meridional i la meitat sud de Nova Gal·les del Sud (però només al costat del sobrevent de la Gran Serralada Divisoria, mentre que el costat de sotavent es veurà afectat pels vents foehn).

## Identificació
Les bases dels dos vòrtex polars es troben a la troposfera mitjana i superior i s'estenen a l'estratosfera. A sota hi ha una gran massa d'aire àrtic fred i dens. La interfície entre la massa d'aire sec fred del pol i la massa d'aire càlid humit més al sud defineix la ubicació del front polar. El front polar està centrat, aproximadament a 60° de latitud. Un vòrtex polar s'enforteix a l'hivern i es debilita a l'estiu per la seva dependència de la diferència de temperatura entre l'equador i els pols.

Secció transversal dels corrents en jet subtropical i polar per latitud

Els ciclons polars són zones de baixa pressió incrustades dins de les masses d'aire polar, i existeixen durant tot l'any. El vòrtex polar estratosfèric es desenvolupa a latituds per sobre del corrent en jet subtropical. Horitzontalment, la majoria dels vòrtexs polars tenen un radi de menys de 1.000 km.
Com que els vòrtexs polars existeixen des de l'estratosfera cap avall fins a la troposfera mitjana, s'utilitzen una varietat d'altures/nivells de pressió per marcar la seva posició. La superfície de pressió de 50 hPa s'utilitza més sovint per identificar la seva ubicació estratosfèrica. Al nivell de la tropopausa, es pot utilitzar l'extensió dels contorns tancats de la temperatura potencial per determinar la seva força. Altres han utilitzat nivells fins al nivell de pressió de 500 hPa (uns 5.460 metres sobre el nivell del mar durant l'hivern) per identificar el vòrtex polar.

## Durada i força
Els vòrtexs polars són més febles a l'estiu i més forts a l'hivern. Els ciclons extratropicals que migren a latituds més altes quan el vòrtex polar és feble poden interrompre el vòrtex únic creant vòrtexs més petits (mínims de nucli fred) dins de la massa d'aire polar. Aquests vòrtexs individuals poden persistir durant més d'un mes.
Les erupcions volcàniques als tròpics poden provocar un vòrtex polar més fort durant l'hivern durant els dos anys posteriors. La força i la posició del vòrtex polar configuren el patró de flux en una àrea àmplia al seu voltant. Un índex que s'utilitza a l'hemisferi nord per mesurar la seva magnitud és l'oscil·lació àrtica.

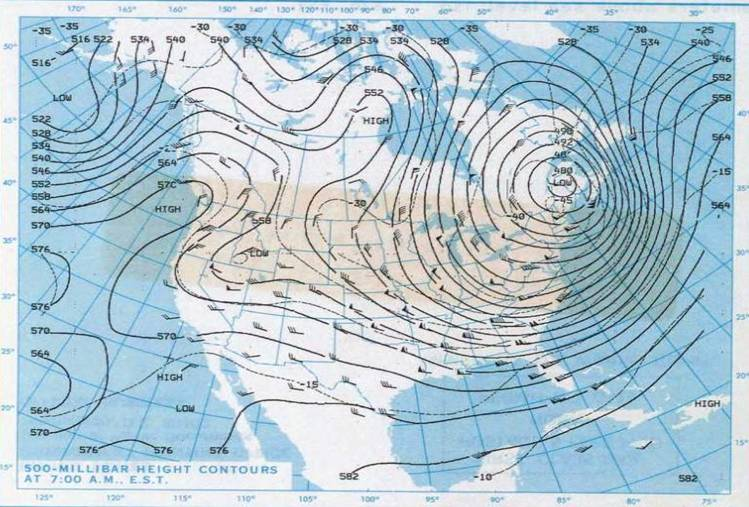
Zona de baixa pressió sobre Quebec, Maine i New Brunswick causada pel debilitament del vòrtex polar nord. Matí fred del 21 de gener de 1985

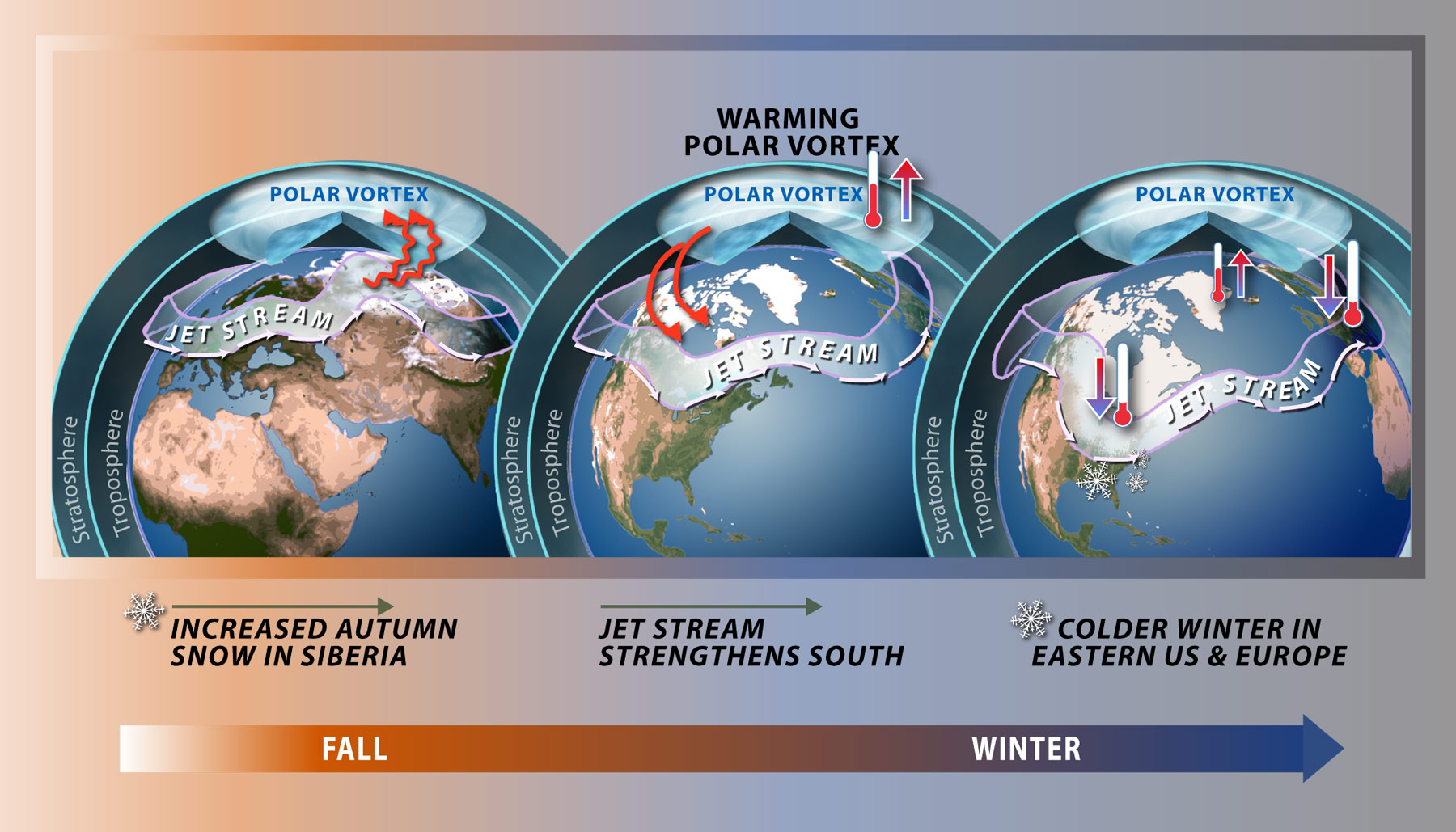
Vòrtex polar i impactes meteorològics a causa de l'escalfament estratosfèric

Quan el vòrtex àrtic és més fort, hi ha un únic vòrtex, però normalment, el vòrtex àrtic és de forma allargada, amb dos centres de ciclons, un sobre l'illa de Baffin (Canadà) i l'altre al nord-est de Sibèria. Quan el patró de l'Àrtic es troba en el seu nivell més feble, les masses d'aire subtropical poden entrar cap al pol fent que les masses d'aire de l'Àrtida es moguin cap a l'equador, com va passar durant onada de fred nord-americana de 1985.
El vòrtex polar antàrtic és més pronunciat i persistent que el de l'àrtic. A l'Àrtic la distribució de masses terrestres a latituds altes a l'hemisferi nord dona lloc a les ones de Rossby que contribueixen a la ruptura del vòrtex polar, mentre que a l'hemisferi sud el vòrtex està menys alterat. La ruptura del vòrtex polar és un esdeveniment extrem conegut com a escalfament estratosfèric sobtat, on el vòrtex es trenca completament i es pot produir un escalfament associat de 30 a 50 °C durant uns quants dies.
La creixent i la disminució del vòrtex polar és impulsada pel moviment de la massa i la transferència de calor a la regió polar. A la tardor, els vents circumpolars augmenten de velocitat i el vòrtex polar puja a l'estratosfera. El resultat és que l'aire polar forma una massa d'aire giratòria coherent: el vòrtex polar. A mesura que s'acosta l'hivern, el nucli del vòrtex es refreda, els vents disminueixen i l'energia del vòrtex disminueix. Un cop s'acosta el final de l'hivern i principis de primavera, el vòrtex és més feble. Com a resultat, a finals de l'hivern, grans fragments de l'aire del vòrtex es poden desviar cap a latituds més baixes per sistemes meteorològics més forts que s'introdueixen des d'aquestes latituds. Al nivell més baix de l'estratosfera, es mantenen forts gradients de vorticitat potencial, i la majoria d'aquest aire roman confinat dins de la massa d'aire polar fins al desembre a l'hemisferi sud i abril a l'hemisferi nord, molt després de la ruptura del vòrtex a l'estratosfera mitjana.
La ruptura del vòrtex polar nord es produeix entre mitjans de març i mitjans de maig. Aquest esdeveniment significa la transició de l'hivern a la primavera i té impactes en el cicle hidrològic, el creixement estacional de la vegetació i la productivitat global de l'ecosistema. El moment de la transició també influeix en els canvis en el gel marí, l'ozó, la temperatura de l'aire i la nuvolositat. S'han produït episodis de ruptura polar primerenca i tardana, a causa de variacions en l'estructura del flux estratosfèric i la propagació ascendent de les ones planetàries des de la troposfera. Com a resultat de l'augment de les ones al vòrtex, el vòrtex experimenta un escalfament més ràpid del normal, donant lloc a una ruptura i primavera més primerenques. Quan la ruptura arriba primerenca, es caracteritza per la persistència de restes del vòrtex. Quan la ruptura és tardana, les restes es dissipen ràpidament. Quan la ruptura és primerenca, hi ha un període d'escalfament des de finals de febrer fins a mitjans de març. Quan la ruptura és tardana, hi ha dos períodes d'escalfament, un de gener i un altre de març. La temperatura mitjana zonal, el vent i l'alçada geopotencial exerceixen desviacions diferents dels seus valors normals abans i després de les ruptures primerenques, mentre que les desviacions es mantenen constants abans i després de les ruptures tardanes. Els científics estan connectant un retard en la ruptura del vòrtex àrtic amb una reducció de les activitats de les ones planetàries, pocs esdeveniments d'escalfament estratosfèric sobtat i l'esgotament de l'ozó.
Els esdeveniments d'escalfament estratosfèric sobtat estan associats amb vòrtexs polars més febles. Aquest escalfament de l'aire estratosfèric pot revertir la circulació al vòrtex polar àrtic des del sentit contrari a les agulles del rellotge. Aquests canvis a l'altura forcen canvis a la troposfera de sota. Un exemple d'efecte sobre la troposfera és el canvi de velocitat del patró de circulació de l'oceà Atlàntic. Un punt suau al sud de Groenlàndia és on es produeix el pas inicial de la baixada, sobrenomenat el «taló d'Aquil·les de l'Atlàntic Nord». Petites quantitats d'escalfament o refrigeració que viatgen des del vòrtex polar poden desencadenar o retardar la baixada, alterant el Corrent del Golf de l'Atlàntic i la velocitat d'altres corrents oceànics. Com que tots els altres oceans depenen del moviment d'energia tèrmica de l'oceà Atlàntic, els climes de tot el planeta es poden veure afectats de manera espectacular. El debilitament o l'enfortiment del vòrtex polar pot alterar la circulació del mar més d'un quilòmetre per sota de la superfície. Enfortint els sistemes de tempestes dins de la troposfera que refreden els pols, intensifica el vòrtex polar. Les anomalies climàtiques relacionades amb La Niña enforteixen significativament el vòrtex polar. La intensificació del vòrtex polar produeix canvis en la humitat relativa a mesura que les intrusions descendents d'aire estratosfèric sec entren al nucli del vòrtex. Amb l'enfortiment del vòrtex es produeix un refredament d'ona llarga a causa d'una disminució de la concentració de vapor d'aigua prop del vòrtex. La disminució del contingut d'aigua és el resultat d'una tropopausa més baixa dins del vòrtex, que situa l'aire estratosfèric sec per sobre de l'aire troposfèric humit. La inestabilitat es produeix quan el tub de vòrtex (la línia de vorticitat concentrada), es desplaça. Quan això passa, els anells de vòrtex es tornen més inestables i propensos a desplaçar-se per les ones planetàries. L'activitat de les ones planetàries en ambdós hemisferis varia d'un any a un altre, produint una resposta corresponent en la força i la temperatura del vòrtex polar. El nombre d'ones al voltant del perímetre del vòrtex estan relacionats amb la mida del nucli; a mesura que el nucli del vòrtex disminueix, augmenta el nombre d'ones.
El grau de mescla de l'aire polar i de latitud mitjana depèn de l'evolució i la posició del jet polar nocturn. En general, la mescla és menor a l'interior del vòrtex que a l'exterior. La barreja es produeix amb ones planetàries inestables que són característiques de l'estratosfera mitjana i superior a l'hivern. Abans de la ruptura del vòrtex, hi ha poc transport d'aire fora del vòrtex polar àrtic a causa de les fortes barreres per sobre dels 420 km. El jet polar nocturn que hi ha per sota d'aquest, és feble a principis d'hivern. Com a resultat, no desvia cap aire polar descendent, que després es barreja amb l'aire a les latituds mitjanes. A finals de l'hivern, els paquets d'aire no baixen tant, reduint la barreja. Després de trencar el vòrtex, l'aire de l'ex-vòrtex es dispersa a les latituds mitjanes en un mes.

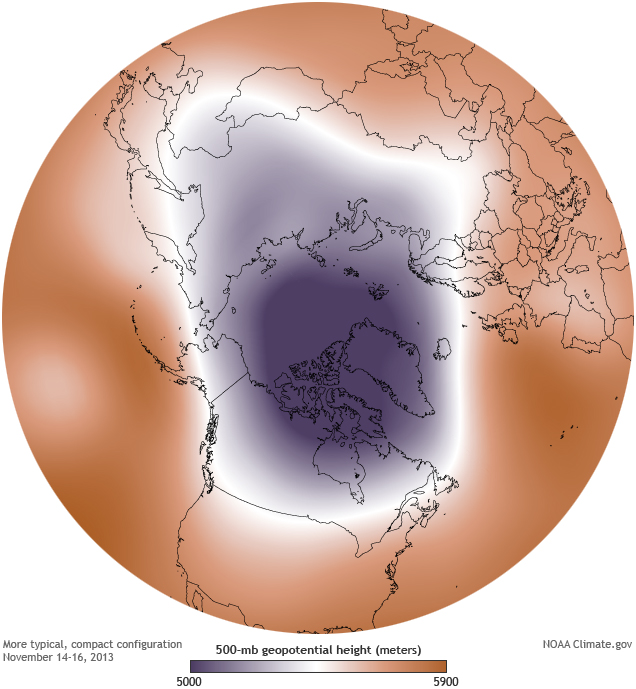
Posició típica del vòrtex polar (novembre de 2013)
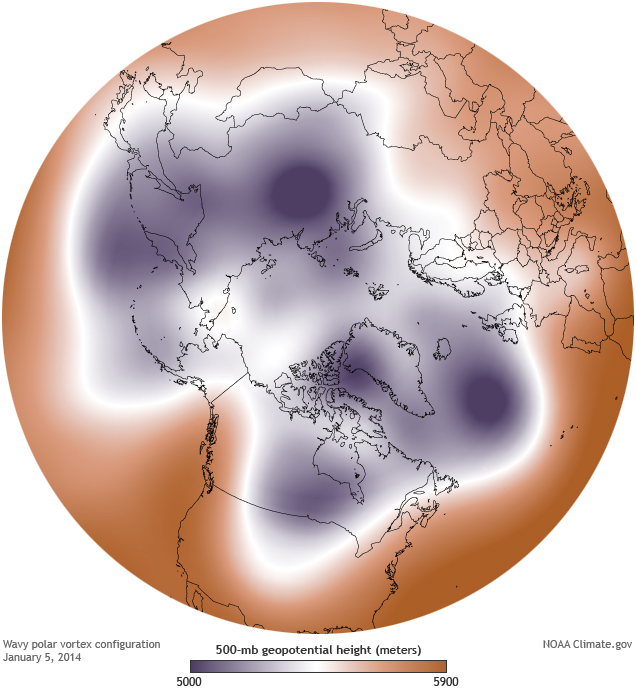
Vòrtex polar debilitat i dividit (5 de gener de 2014)

De vegades, una massa del vòrtex polar es trenca abans del final del període d'escalfament final. Si és prou gran, la peça es pot traslladar al Canadà i al mig oest, centre, sud i nord-est dels Estats Units d'Amèrica. Aquesta desviació del vòrtex polar es pot produir a causa del desplaçament del corrent en jet polar; per exemple, la direcció nord-oest significativa del corrent en jet polar a la part occidental dels Estats Units d'Amèrica durant els hiverns de 2013-2014 i 2014-2015. Això va provocar condicions càlides i seques a l'oest i fredes i nevades al centre-nord i nord-est. De vegades, la massa d'aire d'alta pressió, anomenada Bloc de Groenlàndia, pot provocar que el vòrtex polar es desvïi cap al sud, en lloc de seguir el seu camí normal sobre l'Atlàntic Nord.

## Clima extrem
Un estudi l'any 2001 va trobar que la circulació estratosfèrica pot tenir efectes anòmals sobre els règims meteorològics. El mateix any, els investigadors van trobar una correlació estadística entre el vòrtex polar feble i les onades de fred intens a l'hemisferi nord. En anys posteriors, els científics van identificar interaccions amb la disminució del gel marí àrtic, la reducció de la coberta de neu, els patrons d'evapotranspiració, les anomalies de l'oscil·lació de l'Atlàntic Nord o les anomalies meteorològiques que estan relacionades amb el vòrtex polar i la configuració del corrent en jet.

## Canvi climàtic
Des de principis de la dècada del 2000, els models climàtics han identificat constantment que l'escalfament global impulsarà gradualment els corrents en jet cap als pols. El 2008, això va ser confirmat per evidències observacionals, que van demostrar que des del 1979 fins al 2001, el corrent en jet del nord es va moure cap al nord a una velocitat mitjana de 2,01 km/any, amb una tendència similar al corrent en jet de l'hemisferi sud. Els científics del clima han plantejat la hipòtesi que el corrent en jet també es debilitarà gradualment com a conseqüència de l'escalfament global. Tendències com la disminució del gel marí de l'Àrtic, la reducció de la coberta de neu, els patrons d'evapotranspiració i altres anomalies meteorològiques han fet que l'Àrtida s'escalfi més ràpidament que altres parts de la Terra, en el que es coneix com «amplificació de l'Àrtic». El 2021-2022, es va trobar que des de 1979, l'escalfament dins del cercle polar àrtic ha estat gairebé quatre vegades més ràpid que la mitjana mundial, i alguns punts calents de la zona del mar de Barentsz es van escalfar fins a set vegades més ràpid que la mitjana mundial. Tot i que l'Àrtic continua sent un dels llocs més freds de la Terra avui dia, el gradient de temperatura entre l'Àrtic i les parts més càlides de la Terra continuarà disminuint amb cada dècada d'escalfament global com a resultat d'aquesta amplificació. Si aquest gradient té una forta influència en el corrent en jet, finalment es farà més feble i més variable en el seu curs, cosa que permetria que més aire fred del vòrtex polar s'escapi a les latituds mitjanes i alentirà la progressió de les ones de Rossby, donant lloc a temps més persistent i més extrem.

Meandres (ones de Rossby) del corrent en jet polar de l'hemisferi nord que es desenvolupa (a), (b); després, finalment desprenent una «gota» d'aire fred (c). Blau: masses d'aire fredes; taronja: masses d'aire més càlides; rosa: corrent en jet

La hipòtesi anterior està estretament associada amb Jennifer Francis, que l'havia proposat per primera vegada en un article científic de 2012 junt amb Stephen J. Vavrus. Tot i que algunes reconstruccions paleoclimàtiques fetes al 1997 han suggerit que el vòrtex polar es torna més variable i provoca un clima més inestable durant els períodes d'escalfament l'any, això es va contradir amb el modelatge climàtic, amb simulacions del PMIP2 que van trobar el 2010 que l'oscil·lació àrtica era molt més feble i negativa durant l'últim màxim glacial, i suggereix que els períodes més càlids tenen una fase positiva AO més forta i, per tant, fuites menys freqüents de l'aire del vòrtex polar. No obstant això, una revisió de 2012 al Journal of the Atmospheric Sciences va assenyalar que «hi ha hagut un canvi significatiu en l'estat mitjà del vòrtex al llarg del segle xxi, donant lloc a un vòrtex més feble i pertorbat», que contradeia els resultats del modelatge però s'ajustava a la hipòtesi de Francis-Vavrus. A més, un estudi del 2013 va assenyalar que l'actual CMIP5 tendia a subestimar fortament les tendències de bloqueig de l'hivern, i altres investigacions del 2012 havien suggerit una connexió entre la disminució del gel marí àrtic i les fortes nevades durant els hiverns de latitud mitjana.
El 2013, més investigacions de Francis van connectar les reduccions del gel marí àrtic amb el clima extrem d'estiu a les latituds mitjanes del nord, mentre que altres investigacions d'aquell any van identificar possibles vincles entre les tendències del gel marí àrtic i les pluges més extremes a l'estiu europeu. Aleshores, també es va suggerir que aquesta connexió entre l'amplificació de l'Àrtic i els patrons de corrent en jet va estar implicada en la formació de l'huracà Sandy i va tenir un paper en l'onada de fred nord-americana de principis de 2014. El 2015, el següent estudi de Francis va concloure que els patrons de corrent en jet altament amplificats s'estan produint amb més freqüència en les dues últimes dècades. Per tant, les emissions contínues d'atrapament de calor afavoreixen una major formació d'esdeveniments extrems causats per condicions meteorològiques prolongades. Els estudis publicats el 2017 i el 2018 van identificar els patrons d'aturada de les ones de Rossby al corrent en jet de l'hemisferi nord com el culpable d'altres esdeveniments meteorològics extrems gairebé estacionaris, com l'onada de calor europea del 2003, l'onada de calor russa de 2010, les inundacions al Pakistan de 2010 o l'onada de calor europea de 2018, i va suggerir que tots aquests patrons estaven connectats amb l'amplificació de l'Àrtic. Un treball posterior de Francis i Vavrus aquell any va suggerir que l'escalfament àrtic amplificat s'observa com més fort a les zones atmosfèriques més baixes perquè el procés d'expansió de l'aire més càlid augmenta els nivells de pressió que disminueix els gradients d'alçada geopotencial cap als pols. Com que aquests gradients són el motiu que provoquen els vents d'oest a est a través de la relació de vent tèrmic, les velocitats decreixents se solen trobar al sud de les zones amb augments de geopotencial. El 2017, Francis va explicar les seves troballes a Scientific American: «S'està transportant molt més vapor d'aigua cap al nord per grans oscil·lacions del corrent en jet. Això és important perquè el vapor d'aigua és un gas d'efecte hivernacle igual que el diòxid de carboni i el metà. Atrapa la calor a l'atmosfera. Aquest vapor també es condensa com a gotes que coneixem com a núvols, que ells mateixos atrapen més calor. El vapor és una part important de la història de l'amplificació, una gran raó per la qual l'Àrtic s'escalfa més ràpid que en qualsevol altre lloc».
En un estudi de 2017 realitzat pel climatòleg Dr. Judah Cohen i diversos dels seus associats de recerca, Cohen va escriure que «[el] canvi en els estats de vòrtex polar pot explicar la majoria de les tendències de refredament hivernal recents a les latituds mitjanes eurasiàtiques». Un article del 2018 de Vavrus i altres va relacionar l'amplificació de l'Àrtic amb extrems secs i calorosos més persistents durant els estius de latitud mitjana, així com el refredament continental d'hivern de latitud mitjana.
Un altre article de 2017 estimava que quan l'Àrtic experimenta un escalfament anòmal, la producció primària a Amèrica del Nord es redueix entre un 1% i un 4% de mitjana, i alguns estats pateixen pèrdues de fins a un 20%. Un estudi del 2021 va trobar que una interrupció del vòrtex polar estratosfèric està relacionada amb un clima hivernal extremadament fred a parts d'Àsia i Amèrica del Nord, inclosa l'onada de fred nord-americana del febrer de 2021. Un altre estudi del 2021 va identificar una connexió entre la pèrdua de gel marí de l'Àrtic i l'augment de la mida dels incendis forestals a l'oest dels Estats Units d'Amèrica.
Tanmateix, com que les observacions específiques es consideren observacions a curt termini, hi ha una incertesa considerable en les conclusions. Les observacions de climatologia requereixen diverses dècades per distingir definitivament diverses formes de variabilitat natural de les tendències climàtiques. Aquest punt va ser subratllat per les revisions del 2013 i el 2017. Un estudi del 2014 va concloure que l'amplificació de l'Àrtic va disminuir significativament la variabilitat de la temperatura de l'estació freda a l'hemisferi nord durant les últimes dècades. L'aire fred de l'Àrtic s'introdueix a les latituds més baixes més càlides avui dia durant la tardor i l'hivern, una tendència que es preveu que continuï en el futur excepte durant l'estiu, cosa que posa en dubte si els hiverns portaran més extrems de fred. Una anàlisi del 2019 d'un conjunt de dades recollides de 35.182 estacions meteorològiques a tot el món, incloses 9.116 els registres de les quals van més enllà dels 50 anys, va trobar una forta disminució de les onades de fred de latitud mitjana nord des de la dècada del 1980. A més, una sèrie de dades observacionals a llarg termini recollides durant la dècada del 2010 i publicades a la dècada del 2020 ara suggereixen que la intensificació de l'amplificació de l'Àrtic des de principis de la dècada del 2010 no estava relacionada amb canvis significatius en els patrons atmosfèrics de latitud mitjana. La investigació de modelització d'última generació del Projecte d'Intercomparació de Models d'Amplificació Polar (Polar Amplification Model Intercomparison Project, PAMIP) va millorar amb les troballes del PMIP2 de 2010; va trobar que la disminució del gel marí debilitaria el corrent en jet i augmentaria la probabilitat de bloqueig atmosfèric, però la connexió va ser molt menor, i normalment insignificant al costat de la variabilitat interanual. El 2022, un estudi de seguiment va trobar que, si bé la mitjana PAMIP probablement havia subestimat el debilitament causat per la disminució del gel marí en 1,2 o 3 vegades, fins i tot la connexió corregida encara representa només el 10% de la variabilitat natural del corrent en jet. A més, un estudi del 2021 va trobar que, si bé els corrents en jet s'havien desplaçat lentament cap als pols des del 1960, tal com preveien els models, no es van debilitar, malgrat un petit augment de l'ondulació. Una nova anàlisi de 2022 de les dades d'observació de l'aeronau recollides durant el període 2002-2020 va suggerir que el corrent en jet de l'Atlàntic Nord s'havia reforçat. Finalment, un estudi del 2021 va poder reconstruir els patrons de corrent en jet durant els últims 1.250 anys basant-se en testimonis de gel de Groenlàndia i va trobar que tots els canvis observats recentment es mantenen dins del rang de variabilitat natural; el primer moment probable de divergència és el 2060, sota l'escenari RCP de la concentració 8.5 que implica una acceleració contínua de les emissions de gasos d'efecte hivernacle.

## Forat de la capa d'ozó
La química del vòrtex polar antàrtic ha causat un esgotament greu de la capa d'ozó, tot i que l'efecte s'ha anat debilitant des de la dècada del 2000. S'espera que torni als nivells de 1980 cap al 2075. L'àcid nítric dels núvols estratosfèrics polars reacciona amb els clorofluorocarburs per formar clor, que catalitza la destrucció fotoquímica de l'ozó. Les concentracions de clor s'acumulen durant l'hivern polar i el consegüent esgotament de l'ozó és més gran quan la llum solar torna a la primavera. Aquests núvols només es poden formar a temperatures inferiors al voltant de −80 °C.

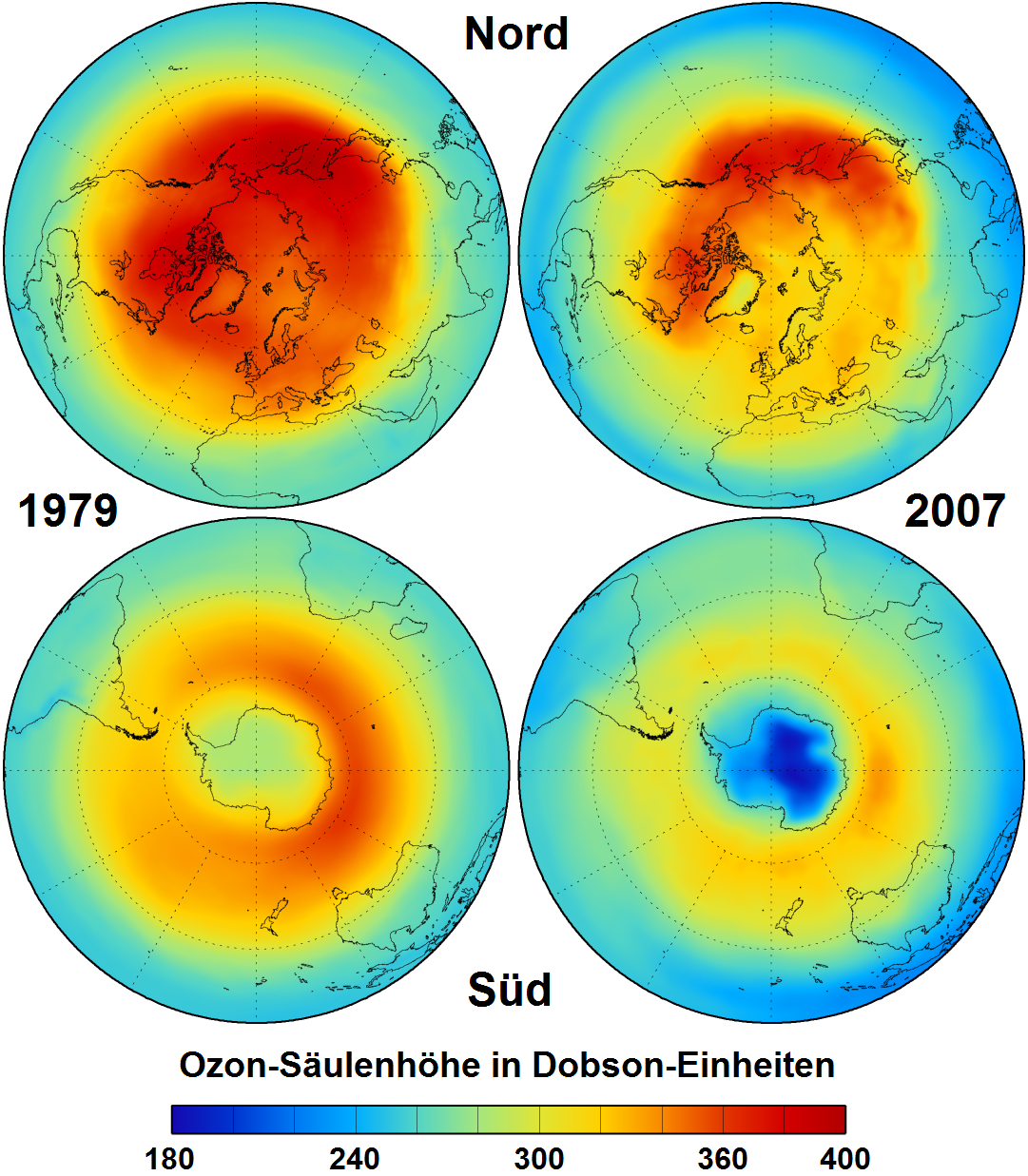
Concentració d'ozó (en vermell l'alta, i en blau la baixa) als hemisferis nord (a dalt) i sud (a baix), l'any 1979 (esquerra) i 2007 (dreta)

Com que hi ha un major intercanvi d'aire entre l'Àrtic i les latituds mitjanes, l'esgotament de la capa d'ozó al pol Nord és molt menys greu que al pol Sud. En conseqüència, la reducció estacional dels nivells d'ozó a l'Àrtida es caracteritza habitualment com un «clot d'ozó», mentre que l'esgotament més greu d'ozó a l'Antàrtida es considera un «forat d'ozó». Dit això, la destrucció química de l'ozó al vòrtex polar àrtic de 2011 va assolir, per primera vegada, un nivell clarament identificable com un «forat d'ozó» àrtic.

## Vòrtex polars fora de la Terra
També se sap que altres cossos astronòmics tenen vòrtexs polars, incloent Venus (doble vòrtex, és a dir, dos vòrtexs polars en un pol), Mart, Júpiter, Saturn, i la lluna de Saturn Tità.

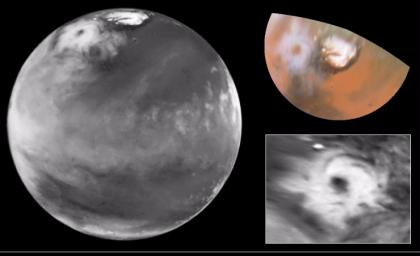
Vista del Hubble del colossal núvol polar de Mart
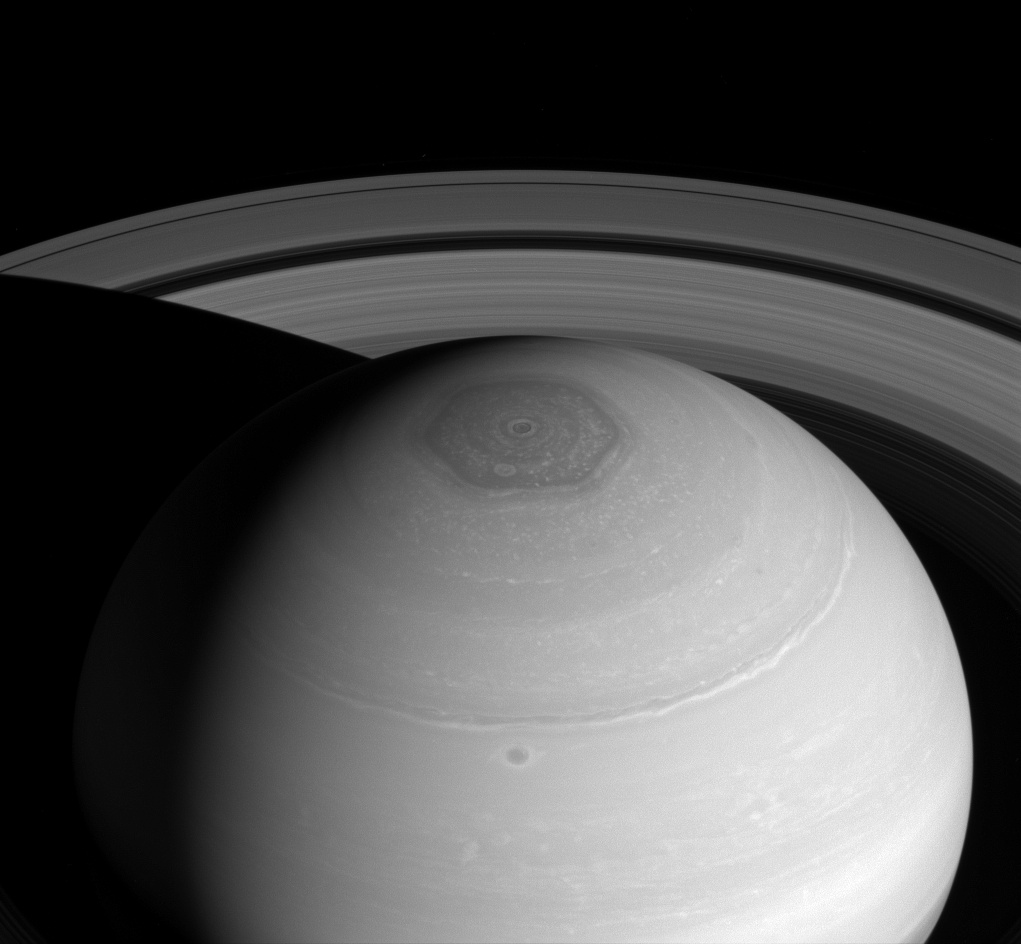
Fotografia de l'hexàgon polar de Saturn feta per la sonda espacial Cassini (2 d'abril de 2014)

El pol sud de Saturn és l'únic vòrtex polar calent conegut del sistema solar.